# جورجيوس كاتسيكاس
جورجيوس كاتسيكاس (باليونانية: Γιώργος Κατσικάς)‏ هو لاعب كرة قدم يوناني في مركز الدفاع، ولد في 14 يونيو 1990 في سالونيك في اليونان. شارك مع منتخب اليونان تحت 19 سنة لكرة القدم ومنتخب اليونان تحت 21 سنة لكرة القدم. أما مع النوادي، فقد لعب مع أوليمبياكوس فولو وتفينتي أنشخيدة ودينامو برست ودينامو بوخارست ونادي إيراكليس ونادي إيسبيرغ ونادي باوك ونادي لوكوموتيف صوفيا.

## وصلات خارجية
- جورجيوس كاتسيكاس على موقع الاتحاد الأوربي (الإنجليزية)
- جورجيوس كاتسيكاس على موقع قاعدة بيانات كرة القدم.إي يو (الإنجليزية)
- جورجيوس كاتسيكاس على موقع Soccerway.com (الإنجليزية)
- جورجيوس كاتسيكاس على موقع عالم كرة القدم.نت (الإنجليزية)
- جورجيوس كاتسيكاس على موقع AS.com (الإسبانية)